# 劇場型犯罪
劇場型犯罪是一種將犯罪行為與過程做為戲劇的一部分的一種犯罪模式。通常犯罪者將自己視為主角，其同謀與受害者是配角，警察是敵人，傳播媒體與普羅大眾則是觀眾。其特點是儘管該事件是一犯罪行為，但常被民眾看做是奇觀，而樂於討論或期待事件的發展。有一說認為開膛手傑克即為劇場型犯罪的先驅。

## 日本劇場型犯罪的例子
發生在日本的一個典型例子是「怪人21面相」的固力果·森永事件。犯罪分子通過向大眾媒體發送犯罪聲明來擾亂調查。大眾媒體大肆地報導了這一事件，但也有人批評稱媒體的報導是助長犯罪份子的行為。據說，評論家赤冢行雄為此案命名了「劇場型犯罪」一詞。此外，被大眾媒體廣泛報導但仍未破案的三億日圓事件，也經常被拿來作為劇場式犯罪的一個例子。

## 小說中的劇場型犯罪
- 「少年偵探團系列」 (江戶川亂步)
- 「偷走太陽的男人」 (長谷川和彥)
- 「攻殼機動隊 STAND ALONE COMPLEX」『笑臉男事件』 (神山健治)
- 「攻殼機動隊 S.A.C. 2nd GIG」 (神山健治)
- 「東之伊甸」 (神山健治)
- 「模仿犯」 (宮部美幸)
- 「大誘拐」 (天藤真)